# Gymnothorax vicinus
La morena de boca púrpura (Gymnothorax vicinus) es una especie de pez de la familia de los morénidas en el orden de los Anguilliformes.

## Morfología
Los machos pueden llegar a alcanzar los 122 cm de longitud total.

## Distribución geográfica
Se encuentra en el Atlántico occidental (desde Bermuda, las Bahamas y el sur de Florida hasta el Brasil) y en el Atlántico oriental (Azores, Madeira, las Islas Canarias, Cabo Verde y las islas del Golfo de Biafra ).